# 52

52(오십이)는 51보다 크고 53보다 작은 자연수다.

## 수학
- 합성수로, 그 약수는 1, 2, 4, 13, 26, 52이다. 진약수의 합은 46이므로, 52는 부족수다.
- 3번째 불가촉수(진약수의 합이 될 수 없는 자연수)이자, 가장 작은 두 자리 불가촉수다. 앞의 불가촉수는 5, 다음은 88이다.
- 5번째 벨 수다. 앞의 벨 수는 15, 다음은 203이다.
- 4번째 십각수다. 앞의 십각수는 27, 다음은 85다.
- {\displaystyle 52=23+29}
  - 연속하는 두 소수(素數)의 합으로 나타낼 수 있으며, 이 성질을 지닌 앞의 수는 42, 다음 수는 60이다.
- {\displaystyle 52=4^{2}+6^{2}=16+36}
  - 연속하는 두 짝수의 제곱합으로 나타낼 수 있으며, 이 성질을 지닌 앞의 수는 20, 다음 수는 100이다.
- 네 자연수의 제곱합으로 나타내는 방법이 네 가지인 가장 작은 수다.

{\displaystyle 52=1^{2}+1^{2}+1^{2}+7^{2}=1^{2}+1^{2}+5^{2}+5^{2}}
{\displaystyle =2^{2}+4^{2}+4^{2}+4^{2}=3^{2}+3^{2}+3^{2}+5^{2}}

## 과학
- 텔루륨(Te)의 원자번호.
- 52℃: 1기압에서 경유의 인화점을 섭씨로 나타낸 온도(= 125.6℉).
- NGC 52: 페가수스자리 방향에 있는 나선은하.

## 교통
- 고속도로
  - 대한민국 광주원주고속도로의 노선 번호.
  - 유럽 고속도로 52호선: 프랑스 스트라스부르에서 오스트리아 잘츠부르크까지 이어지는 유럽 고속도로.
  - 아우토반 52호선(영어판, 독일어판): 독일의 고속도로.

- 국도 제52호선
  - 일본 52번 국도: 시즈오카현 시즈오카시 시미즈구에서 야마나시현 고후시까지 이어지는 일본의 국도.
  - 미국 52번 국도(영어판)

- 기타 도로
  - 현도 제52호선

## 군사
- U-52: 독일의 군용 잠수함. 제1차 세계 대전에 사용된 1915년제 모델(영어판)과 제2차 세계 대전에 사용된 1938년제 모델(영어판)이 있다.

## 문화유산
- 대한민국의 국보 제52호: 합천 해인사 장경판전
- 대한민국의 보물 제52호: 봉화 서동리 동·서 삼층석탑
- 대한민국의 사적 제52호: 기장죽성리성 (해제)[a]

## 방송
- 스카이라이프의 OCN 채널 번호.
- 지니 TV의 SPOTV2 채널 번호.
- B tv의 채널S 플러스 채널 번호.
- U+ TV의 캐치온1 채널 번호.
- LG헬로비전의 OCN 무비스2 채널 번호.
- B tv 케이블의 KBS 드라마 채널 번호.
- KT HCN의 스크린 채널 번호.

## 기타
- 날짜: 5월 2일
- 연도: 52년, 기원전 52년
- 플레잉 카드 한 벌은 52장이다(조커 제외).
- 1년은 52주 혹은 53주로 이루어져 있다.
- 피아노의 흰 건반은 총 52개다.
- 대한민국의 근로기준법상 주당 최대 근로시간은 52시간이다.

## 같이 보기
- B52